# Raija Wallenius
Raija Marjatta Wallenius, född Valaharju, tidigare Cederström-Engman, född 1942 i Mäntsälä, Finland, är en svensk målare och teckningslärare.

## Biografi
Raija Wallenius studerade konsthistoria vid Helsingfors universitet 1962-1963 och akvarellmåleri för Nándor Mikola i Finland och vid Konstfackskolan i Stockholm där hon avlade teckningslärarexamen 1969. Separat har hon ställt ut på bland annat Galleri K, Galleri Modern konst i hemmiljö i Stockholm och hon har medverkat i olika konstföreningars samlingsutställningar. Wallenius har varit studierektor vid Fredrika Bremergymnasiet 1978-1983, avdelningsdirektör vid Skolöverstyrelsen 1986-1991 och rektor för Nyckelviksskolan på Lidingö 1991-1997. Hon var direktör för Nordens Institut i Finland, Helsingfors 1997-2000 samt rådgivare och sedermera ställföreträdande rådsdirektör vid Nordiska rådets sekretariat i Köpenhamn 2000-2003. Åren 2006–2008 var hon ordförande för Nordiska Akvarellsällskapet och hon har haft olika uppdrag för Nordiska akvarellmuseet. Hon tilldelades riddartecknet av första klass av Finlands Lejons orden 1995. Hennes konst består av motiv från skärgården och fjällvärlden i olja eller akvarell. Hon är representerad vid Stockholms skolförvaltnings porträttsamling, Islands ambassad och Sundsvalls museum. Hon är sedan 2001 gift med fonddirektör Mats Wallenius, Stockholm. Hon var under 1980-talet verksam under namnet Raija Cederström-Engman.